# هواپیمایی باری

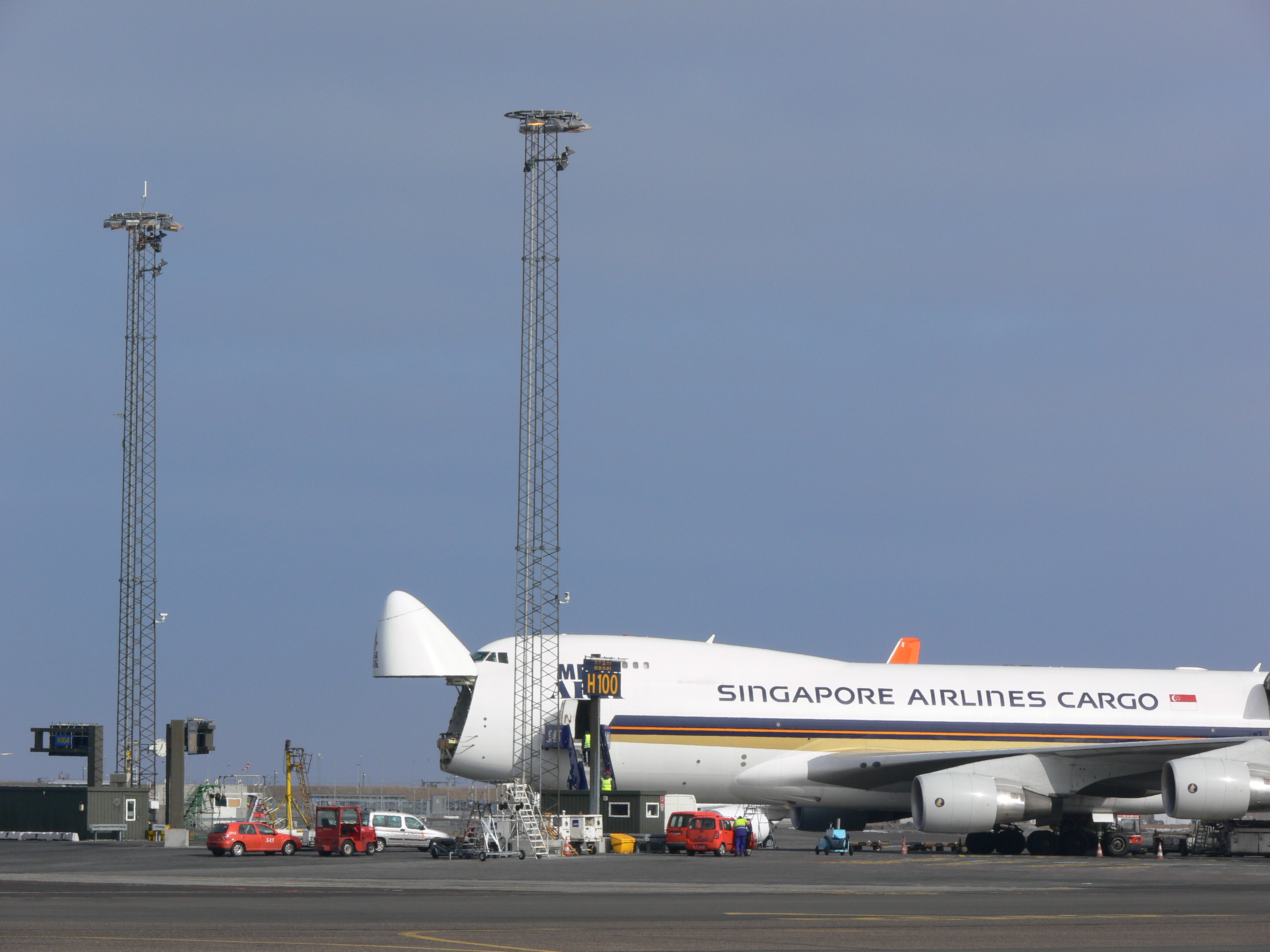
هواپیمای بوئینگ ۷۴۷ بارکش، متعلق به شرکت هواپیمایی سنگاپور

هواپیمایی باری (یا باربر هوایی و نام‌هایی مانند آن) به شرکت‌هایی هواپیمایی گفته می‌شود که به صورت ویژه برای ترابرد بار، تأسیس شده‌اند.

## هواپیماهای مورد استفاده

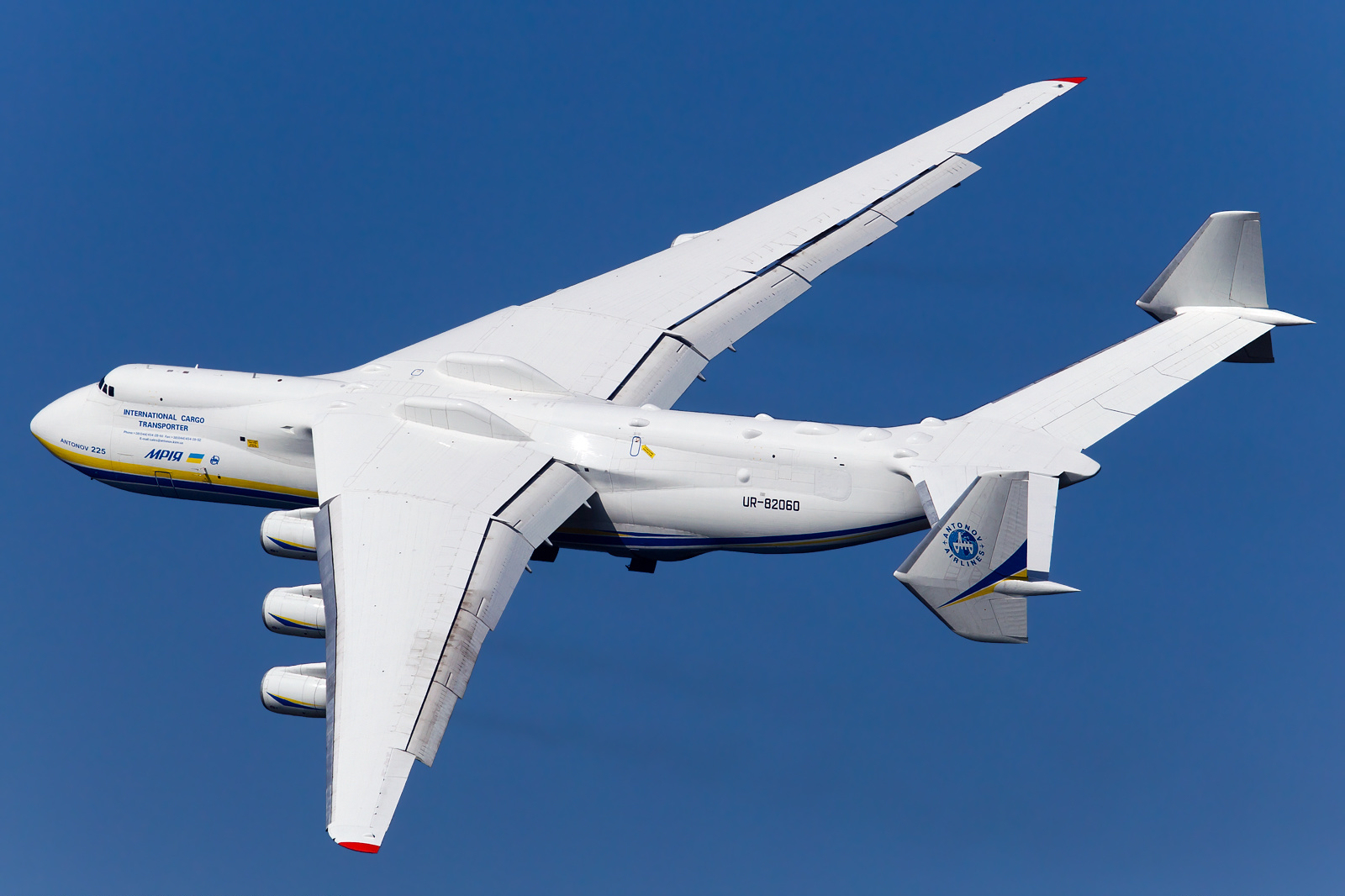
هواپیمای انتونوف An-225 متعلق به شرکت هواپیمایی اکراین

برخی شرکت‌های هواپیمایی باری بزرگ، بیشتر به هواپیماهای تازه و نو برای حمل هوایی بار گرایش دارند؛ اما بیشتر شرکت‌های هواپیمایی باری، از هواپیماهای قدیمی‌تری چون بوئینگ ۷۰۷، بوئینگ ۷۲۷، داگلاس دی‌سی-۸، مک‌دانل داگلاس دی‌سی-۱۰، مک‌دانل داگلاس ام‌دی-۱۱، بوئینگ ۷۴۷ و ایلیوشین آی‌ال-۷۶ استفاده می‌کنند. مثالی از هواپیماهای قدیمی مورد استفاده، هواپیمای شصت سالهٔ داگلاس دی‌سی-۳ است که هنوز هم در پهنه جهان، کالا حمل می‌کند (به خوبی مسافر). هواپیماهای کوتا برد توربوپراپی مانند آنتونوف-۱۲، آنتونوف-۲۶، فوکر اف۲۷ فرندشیپ و بی‌ای‌ئی ای‌تی‌پی، هم‌اکنون در حال سپری کردن مراحل تغییر در آرایش داخلی خود هستند تا بتوانند استانداردهای باربری هوایی دریافت کنند و بدین‌وسیله عمر کاری آن‌ها افزایش می‌یابد.